# リッツ (クラッカー)
| リッツクラッカー |  | リッツクラッカー |
| リッツクラッカー |  |                  |

リッツ（Ritz）は、アメリカのクラッカーのブランド名のひとつであり、1934年からナビスコが製造している。アメリカ合衆国外では、親会社のモンデリーズ・インターナショナルが製造している。丸い形で、片面に軽く塩味がついており、縁はギザギザになっている。一度に食べると考えられる約5枚あたり、熱量79キロカロリー、タンパク質1g、脂質4gが含まれている。全粒粉のタイプでは、70キロカロリー、脂質は2.5gとなる。

## 歴史
リッツは1934年11月21日に初めて販売されたクラッカーである。発売元のナビスコによると、富や魅力のイメージを呼び起こすため、ザ・リッツ・カールトンにちなんで名付けられたとされる。

### アメリカ合衆国
販売されているリッツのタイプには、通常、低塩、低脂肪、全粒粉、シナモン味等がある。
アメリカ合衆国とカナダでは、2枚の小型のリッツの間に様々なフィリングを挟んだリッツ・ビッツ・サンドイッチが売られている。フィリングには、チーズ、ピーナツバター、スモア等がある。1990年代初めと2000年代初めには、ピザ味が売られていた。プレーンのリッツ・ビッツも売られている。また、こんがりと焼いたリッツ・トースティド・チップスや細長いリッツ・スティックスも販売されている。

### カナダ
カナダでも、通常、低塩、低脂肪、全粒粉、チェダー等、様々な味のリッツやリッツ・ビッツ・サンドイッチを入手することができる。

### 日本

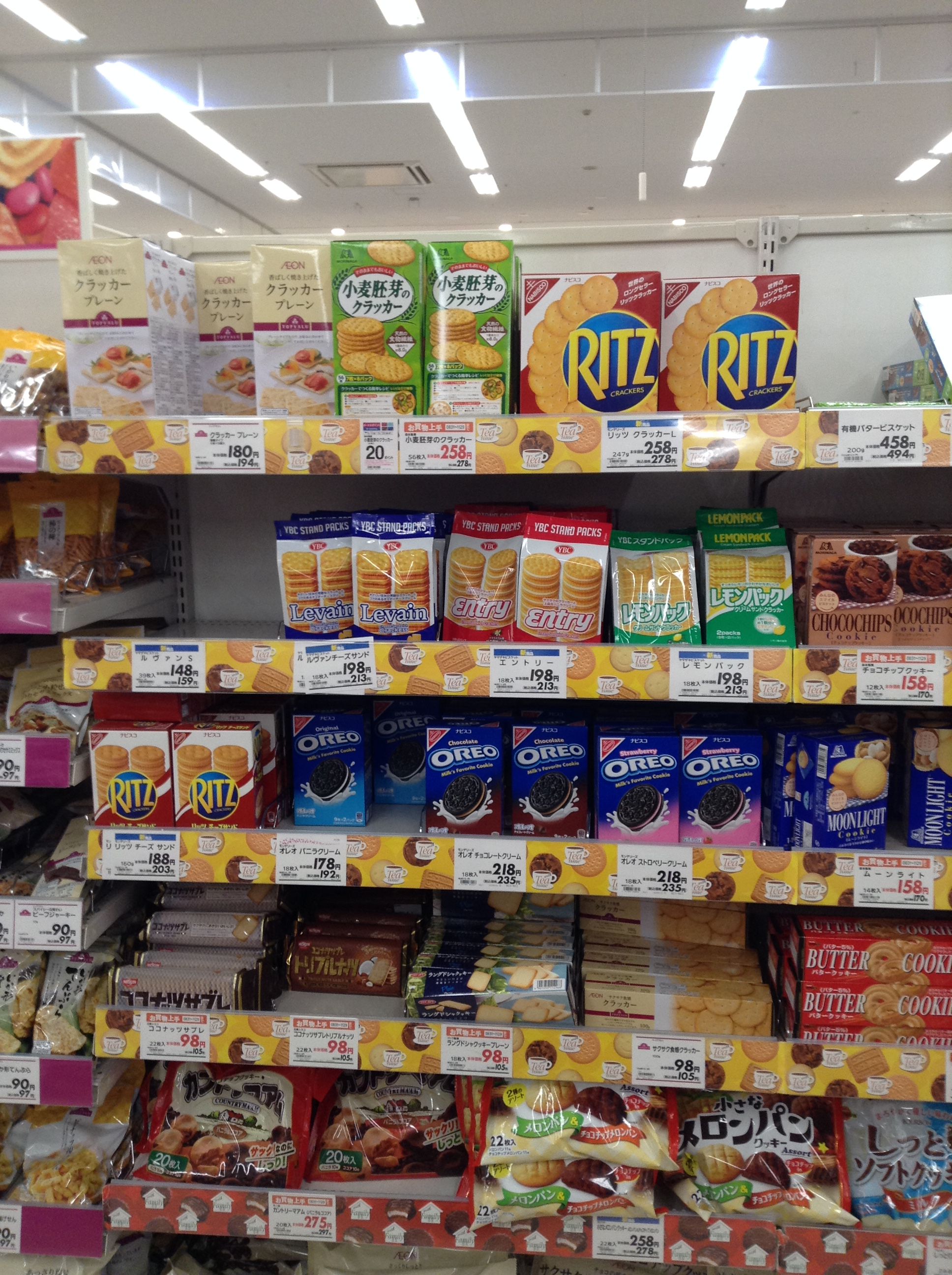
2016年9月にモンデリーズ社製リッツが発売された当時の日本のスーパーマーケットのビスケット売り場。リッツの実質的な後継商品であるヤマザキビスケットのルヴァンは売り切れている。

日本では、ヤマザキナビスコ（現・ヤマザキビスケット）の創業第1号の商品として1971年から販売が開始された。
また、阪神・淡路大震災後に保存食として注目が集まったことから、5年間保存可能なLサイズとSサイズの缶入りも販売されていた。現在はヤマザキビスケットが後継品のクラッカー、ルヴァンの缶入りを販売している。
なお、2017年4月時点の日本市場ではモンデリーズ・ジャパンは缶入りのリッツを販売していない。
ヤマザキナビスコとナビスコとの資本関係がなくなったあともナビスコ（後にクラフトフーヅを経てモンデリーズ・インターナショナル）とのライセンス契約商品としてヤマザキナビスコが製造・販売していたが、2016年9月1日をもってモンデリーズとのライセンス契約が終了し、ヤマザキナビスコでの製造・販売が終了した（同時にヤマザキビスケットに社名変更）。それ以降はモンデリーズの日本法人であるモンデリーズ・ジャパンから製造・販売されている。チーズサンドリッツも同社からの製造・販売になった。リッツカスタードサンドは絶販となり、2017年3月よりヤマザキビスケットの「ルヴァン カスタードサンド」として復活。
ヤマザキナビスコでの製造は日本国内の工場で行っていたが、モンデリーズ・ジャパンでの製造はインドネシアジャカルタ郊外の工場で行われ、輸入販売となる。
パッケージはモンデリーズへの移行後はヤマザキナビスコ時代のイメージを残して新たなものに変わった。

#### CM出演者(日本)
ヤマザキビスケット（1971-2016）
- 大原麗子
- 後藤久美子
- 北大路欣也
- 加山雄三
- 沢口靖子

モンデリーズジャパン（2016-）
- 長谷川博己[7]
- 藤田ニコル、ゆめっち（3時のヒロイン）、Rin音、片岡千之助